# 蜂須賀重隆
蜂須賀 重隆（はちすか しげたか）は、江戸時代中期の阿波国徳島藩の世嗣。通称は帯刀。官位は従四位下・内匠頭。

## 生涯
阿波富田藩世嗣だった蜂須賀隆寿（5代藩主蜂須賀綱矩の三男）の次男として誕生した。母は吉成氏。幼名は和十郎、初名は隆興（たかおき）。
従兄で世嗣だった重矩が寛延4年（1751年）に早世したため、代わって8代藩主・蜂須賀宗鎮の養子に迎えられ嫡子となる。
宝暦2年（1752年）に将軍徳川家重に拝謁し叙任、偏諱を受けて重隆と改名するが、翌宝暦3年（1753年）に廃嫡された。代わって、宗鎮の生家である高松藩一門重臣松平大膳家から、宗鎮に代わって当主を継いでいた実弟の松平頼央（蜂須賀至央）が嫡子に迎えられた。
天明7年（1787年）、重隆は58歳で没した。

## 系譜
- 父：蜂須賀隆寿（1694年 - 1756年）
- 母：吉成氏
- 養父：蜂須賀宗鎮（1721年 - 1780年）
- 正室：早川儀左衛門包由の娘
  - 長女：八重（静子） - 花山院愛徳継室
  - 長男：蜂須賀喜憲（1760年 - 1774年）
  - 次男：蜂須賀隆穀（1769年 - 1807年）